# Robledillo de la Jara
Robledillo de la Jara – miejscowość w Hiszpanii we wspólnocie autonomicznej Madryt, 80 km na północny wschód od Madrytu. Liczy 136 mieszkańców. 